# Sergeanten 2

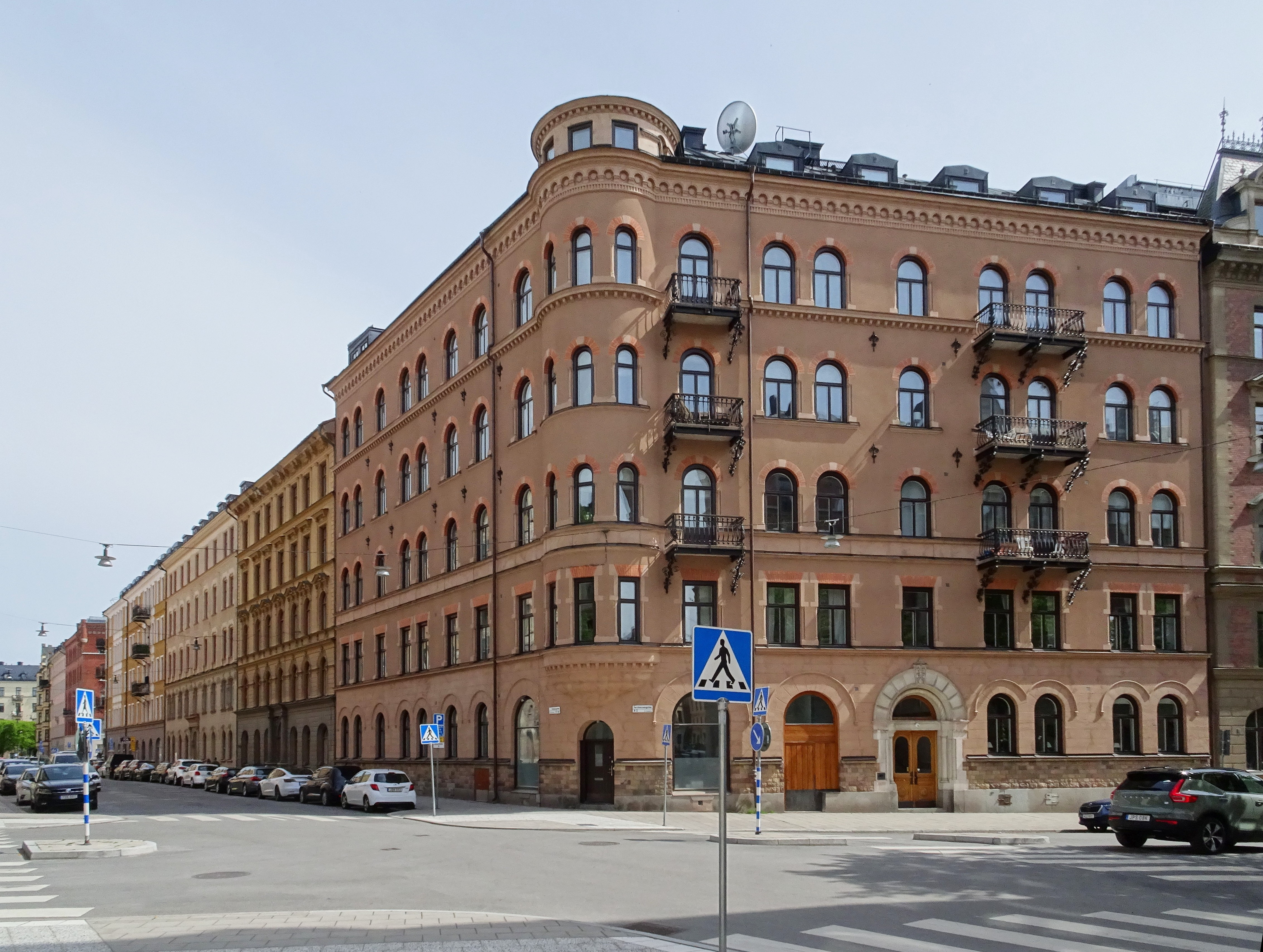
Sergeanten 2, Riddargatan / Torstenssonsgatan, maj 2022.

Sergeanten 2 är en kulturhistoriskt värdefull fastighet i kvarteret Sergeanten vid hörnet Torstenssonsgatan 4 / Riddargatan 66 på Östermalm i Stockholm. Byggnaden uppfördes 1896–1897 efter ritningar av arkitekterna Kjellberg & Dorph och Anders Höög och är grönmärkt av Stadsmuseet i Stockholm vilket betyder "särskilt värdefull från historisk, kulturhistorisk, miljömässig eller konstnärlig synpunkt". Mellan 1950 och 2011 hade Israels ambassad i Stockholm sina lokaler i byggnaden.

## Bakgrund
Fastigheten Sergeanten 2 ligger i en av Strandvägskvarteren som bebyggdes huvudsakligen på 1890-talet. På platsen fanns några byggnader som tillhörde Andra livgardets kaserner vilka revs. Hörntomten vid Torstenssonsgatan / Riddargatan förvärvades av storbyggmästaren Oscar Herrström. I grannkvarteren uppförde han flera bostadshus för fastighetsägaren Isaak Hirsch, bland dem Sergeanten 7, Bajonetten 1, Bajonetten 11 och Bajonetten 9, samtliga vid Strandvägen. I egen regi byggde han också Gardisten 3, Strandvägen 61 samt Sergeanten 2, Torstenssonsgatan 4. Det var många projekt som nästan tillkom samtidigt och producerades under kort tid. Gällande Sergeanten 2 hade han byggmästaren Anders Petterson till sin hjälp som även stod som ägare under kort tid. Petterson uppförde nästan samtidigt hörnhuset Sergeanten 5 i samma kvarter.

## Byggnadsbeskrivning

### Exteriör
För den arkitektoniska gestaltningen anlitades arkitekt Anders Höög (planer) och arkitektkontoret Kjellberg & Dorph (fasader). Det var inte ovanligt att planer och fasader ritades av olika arkitekter. Av tillgängliga handlingar på Stockholms stadsbyggnadskontor framgår även att Kjellberg & Dorph under projekteringens gång ändrade fasaderna där versionen från den 22 juli 1896 kom till utförande. Förslaget från 27 mars samma år visade tre trappgavlar och inget hörntorn. Ursprungligen kröntes hörntornet av en lanternin med lökkupol.
Sergeanten 2 uppfördes i fem våningar med hel källare. Grunden utgjordes av gammal sjöbotten och fick förstärkas genom omfattande pålning. Fasaderna ytbehandlades med spritputs medan fönsteromfattningar och listverk består av slätputs, valvbågar av tegel och sockelpartiet av kopphuggen sandsten. Fasaderna delades i höjdled genom listverk, några med tandsnittsmönster. Balkongerna (mot Torstenssonsgatan) fick räcken och konsoler av smidesjärn och fasaderna smyckades av dekorativa ankarslut.

Originalritningar från 1896
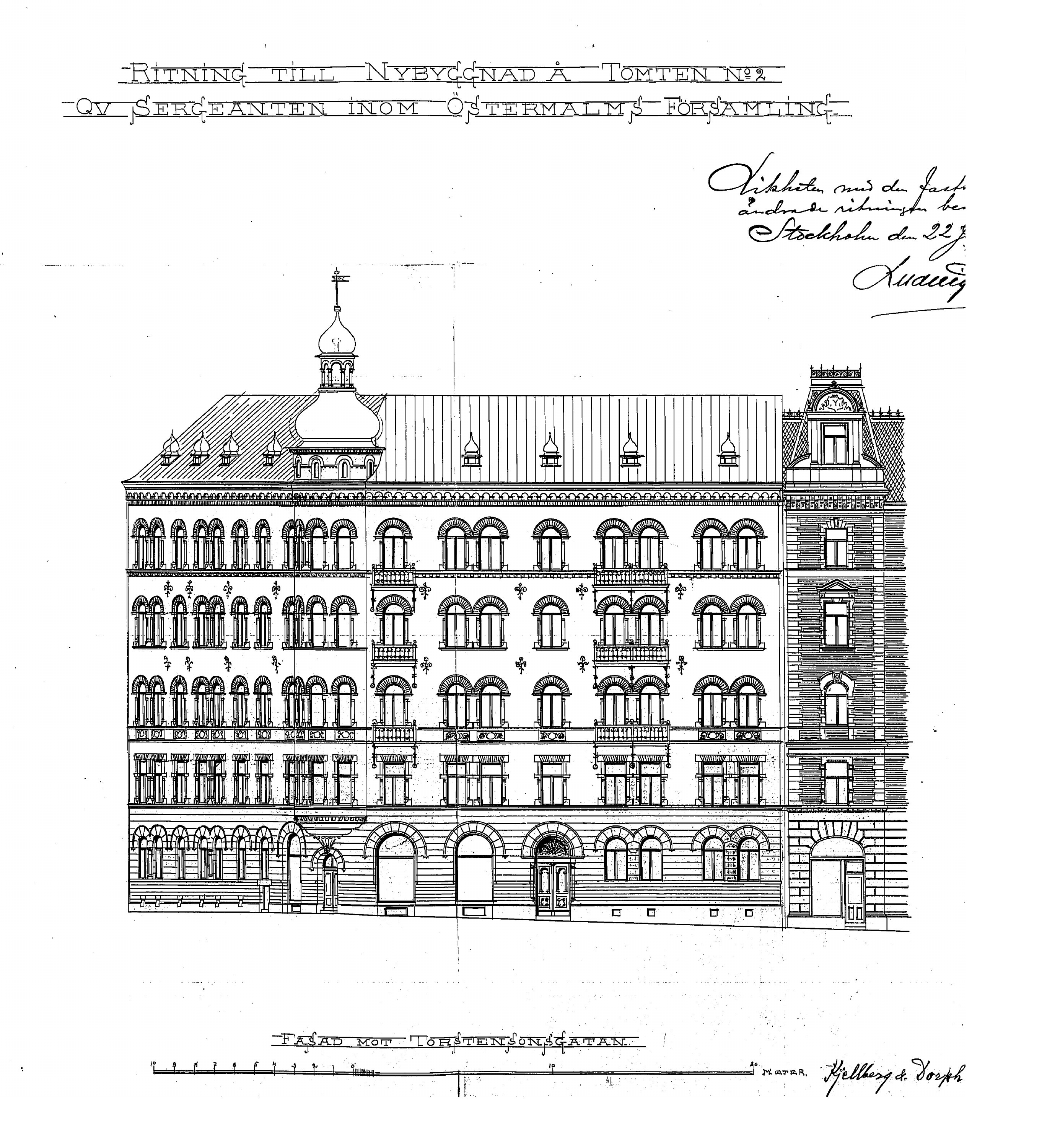
Fasad.
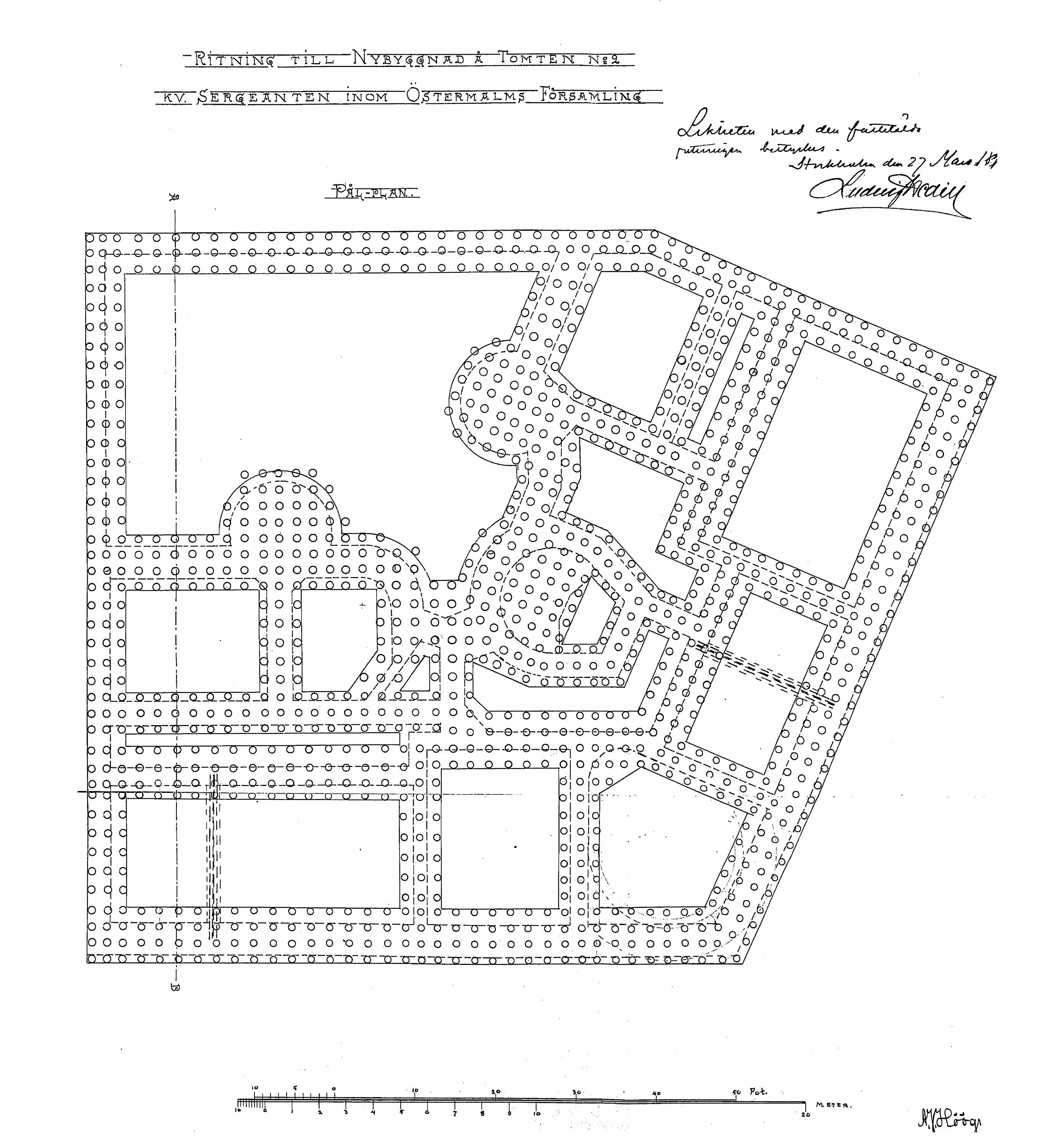
Pålplan.
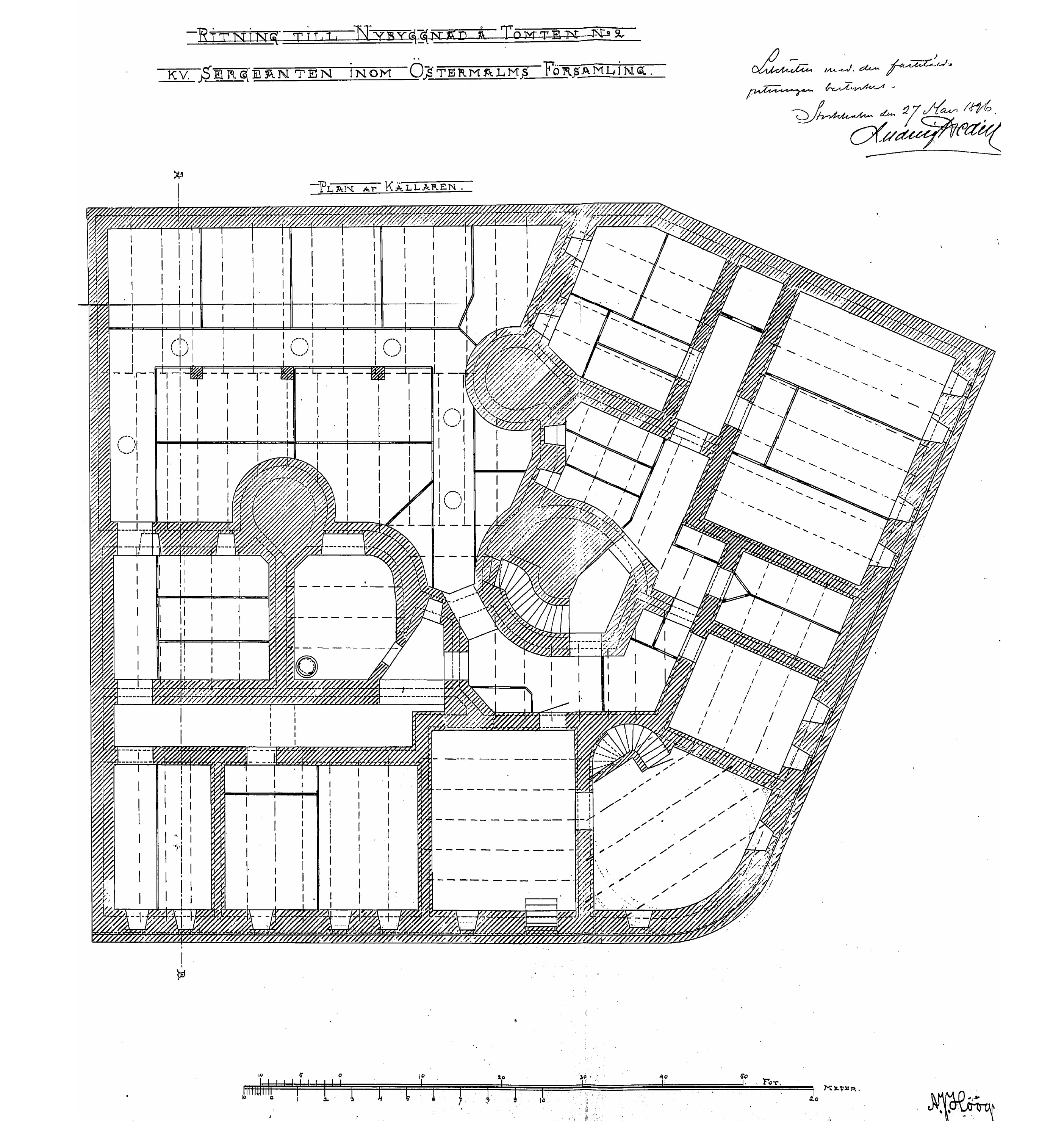
Källarvåning.
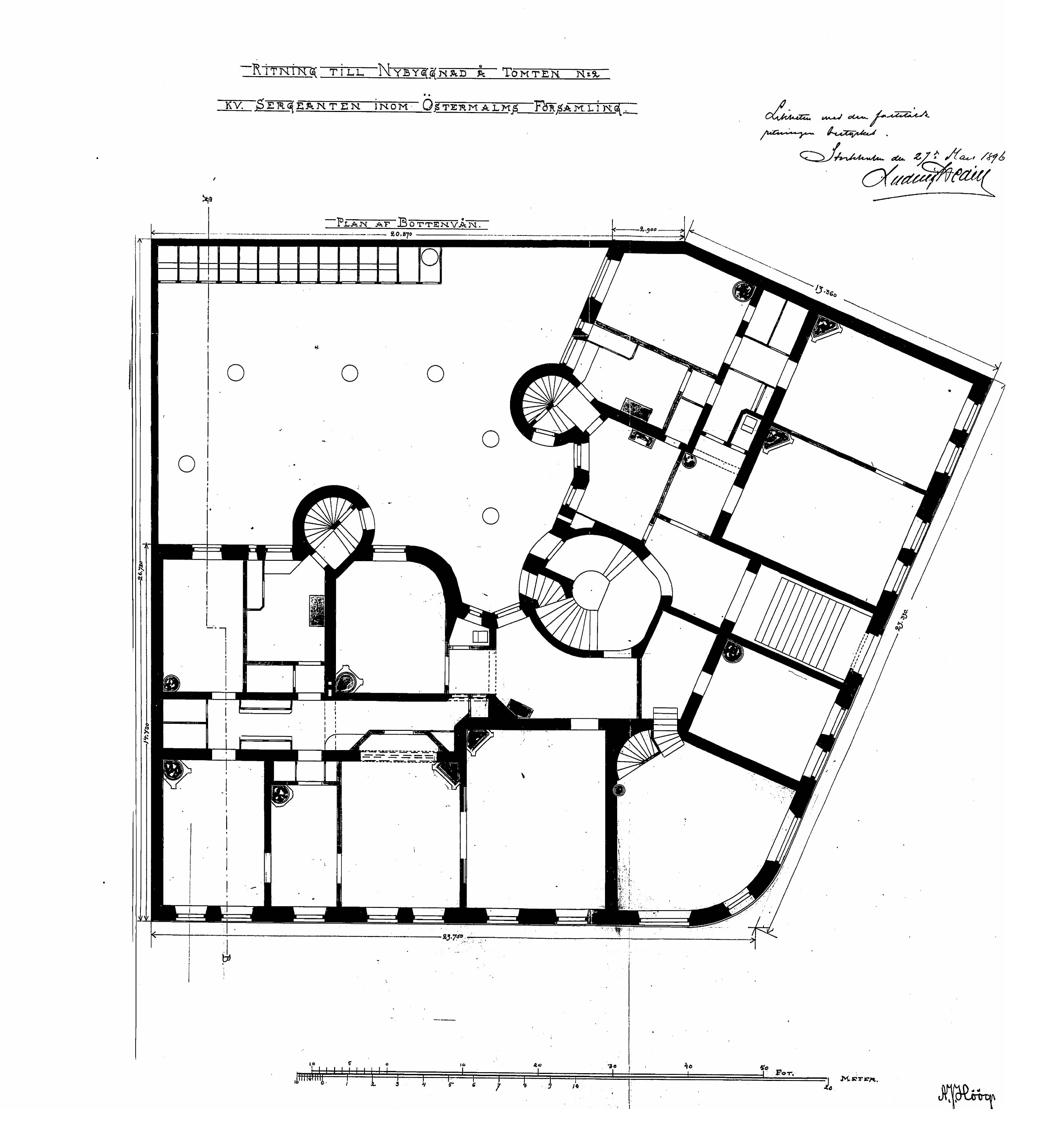
Bottenvåning.
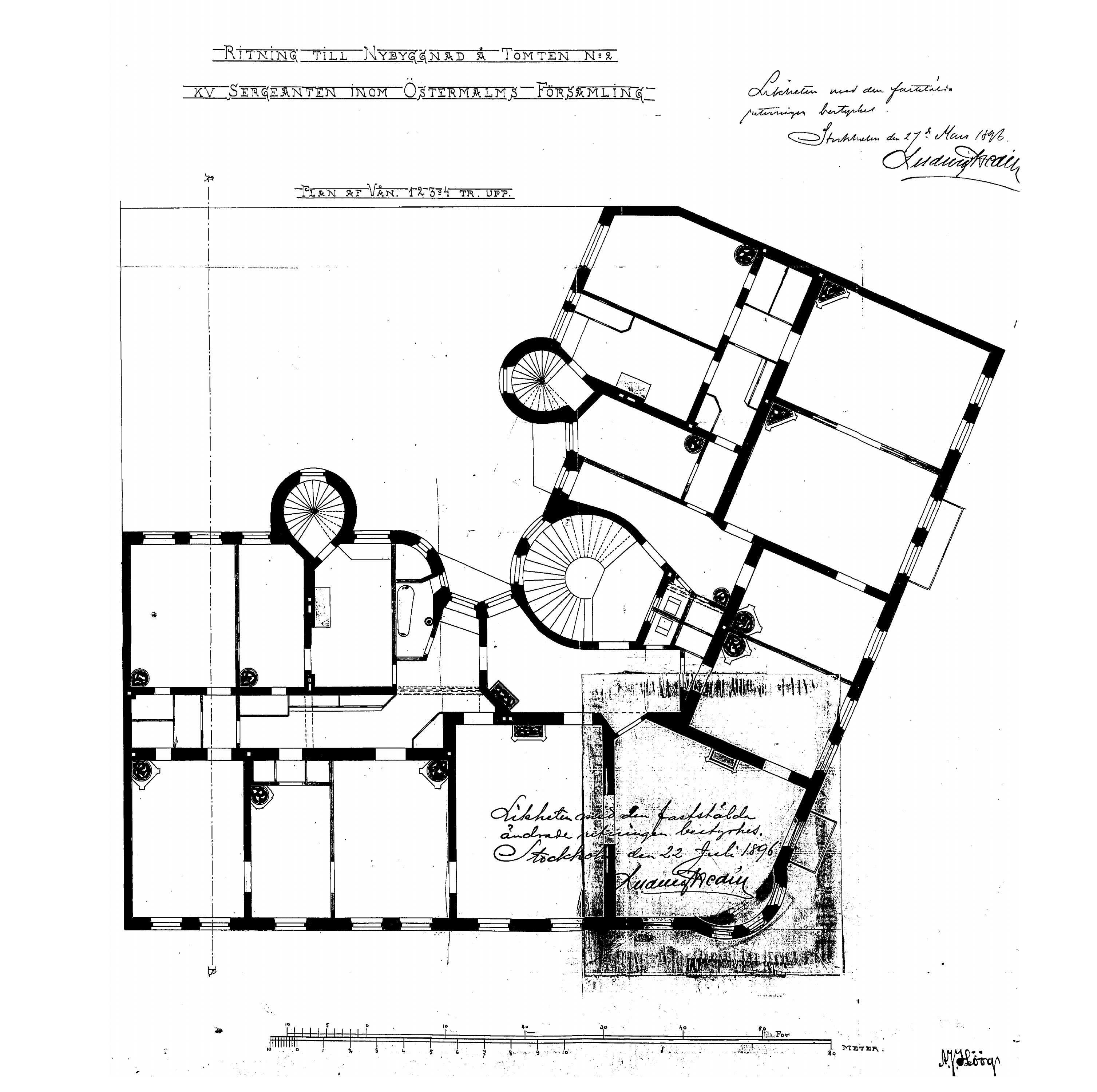
Plan våningar 1–4.
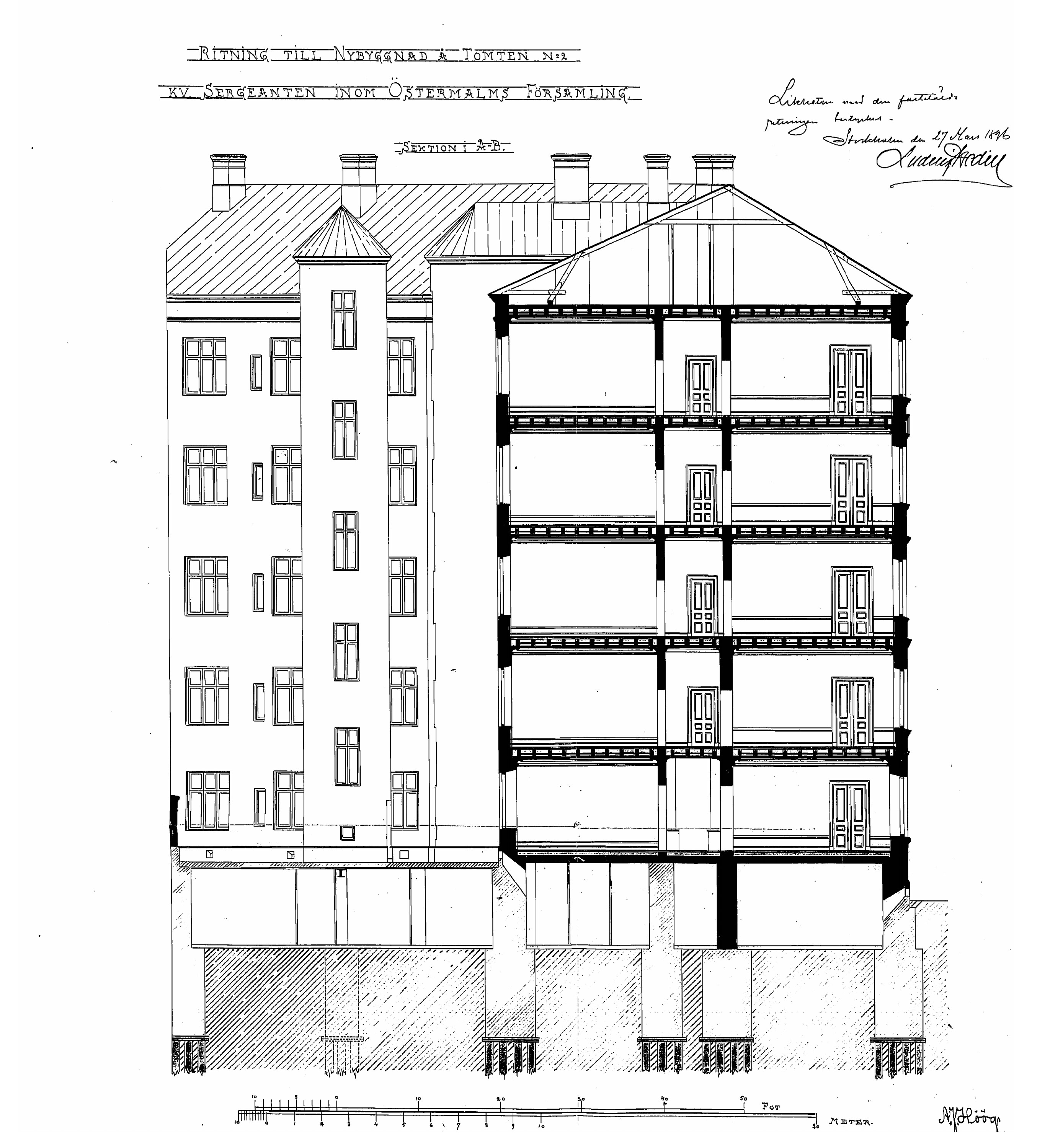
Sektion.

### Interiör

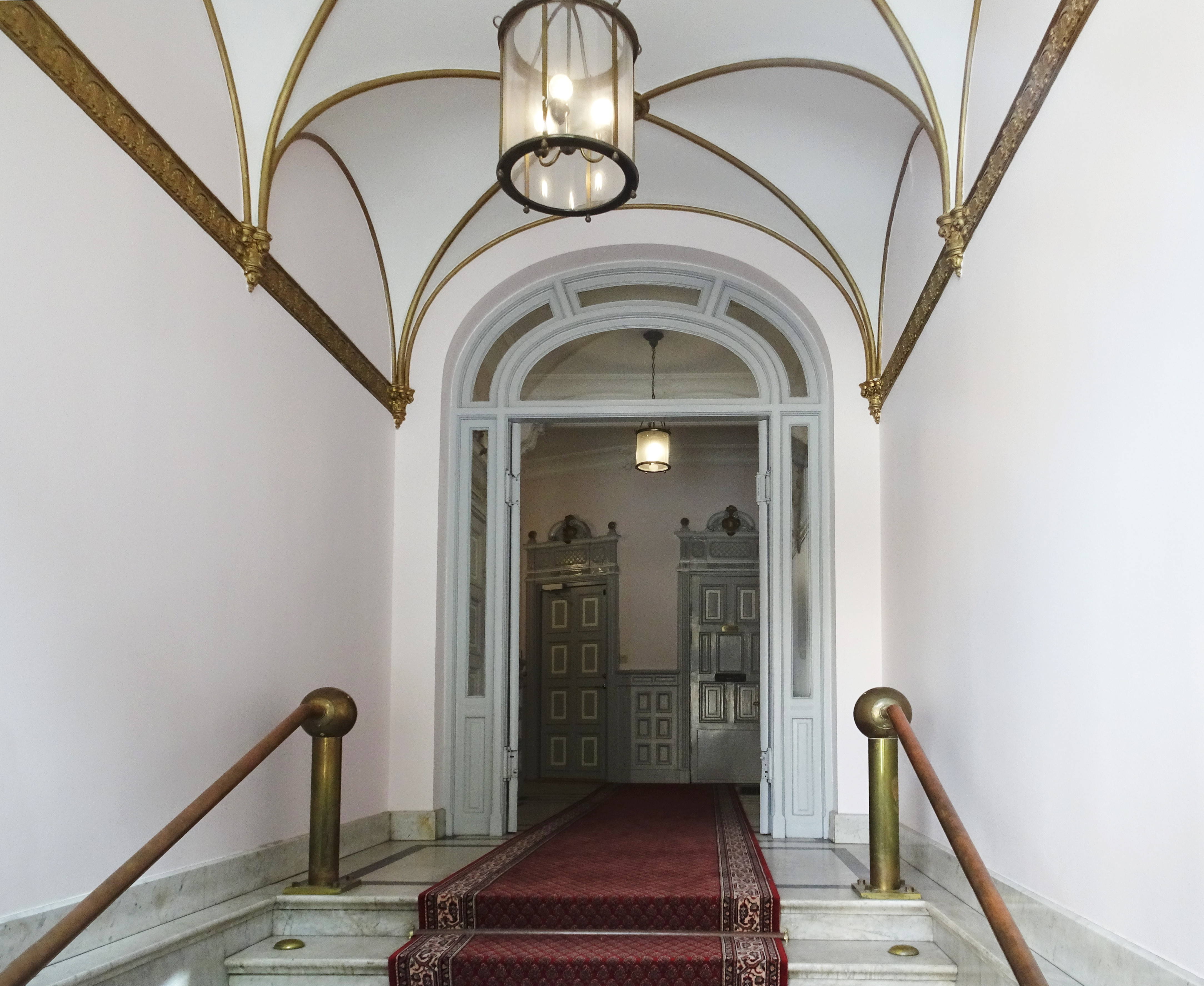
Entréhallen, 2022.

Genom en sandstensportal med rik skulpterad och glasad dubbelport beträder man entréhallen med golv och trappsteg av vit marmor. Till höger och vänster finns fristående handledare med kraftiga stolpar av mässing. Runt taket löper en fris och tunna valvribbor för kryssvalven. I trapphuset fortsätter golv och trappsteg av marmor. På vilplanen märks släta väggar över bröstpanel med små fyllningar samt fyllnadsdörrar med skulpterade överstycken. Trapphusfönstren är blyinfattade.
Den ursprungliga lägenhetsfördelningen var två stora bostäder per våningsplan; en om fem rum och kök mot Torstenssonsgatan och en om sju rum och kök (med den stora salongen i hörnet) mot Riddargatan. Som bruklig för stora, påkostade våningar från den tiden nåddes köksregionen via separata kökstrappor som fick begagnas av personalen. Från början hade bara den stora lägenheten badrum med badkar. Först 1925 moderniserades husets hygienutrymmen och på 1940-talet inreddes en del av vinden.

## Ägare och boenden
I Stockholms adresskalender från 1898 uppges husets byggmästare, Anders Petterson, som ägare och bland boenden nämns bokförläggaren Otto Hirsch. Två år senare hade Petterson såld fastigheten till förre generalmajoren Adam Thorén medan Petterson själv var hyresgäst. Efter Thoréns död 1907 stod huset på hustrun Hanna Thorén. Mellan 1920 och 1979 ägdes Sergeanten 2 av Judiska församlingen i Stockholm. Från sin etablering i Sverige 1950 och fram till flytten år 2011 till Gamla skogsinstitutet låg Israels ambassad i Stockholm på Torstenssonsgatan 4. Idag (2022) innehas Sergeanten 2 av bostadsrättsföreningen Riddar Torsten som bildades 1997.

Nutida bilder
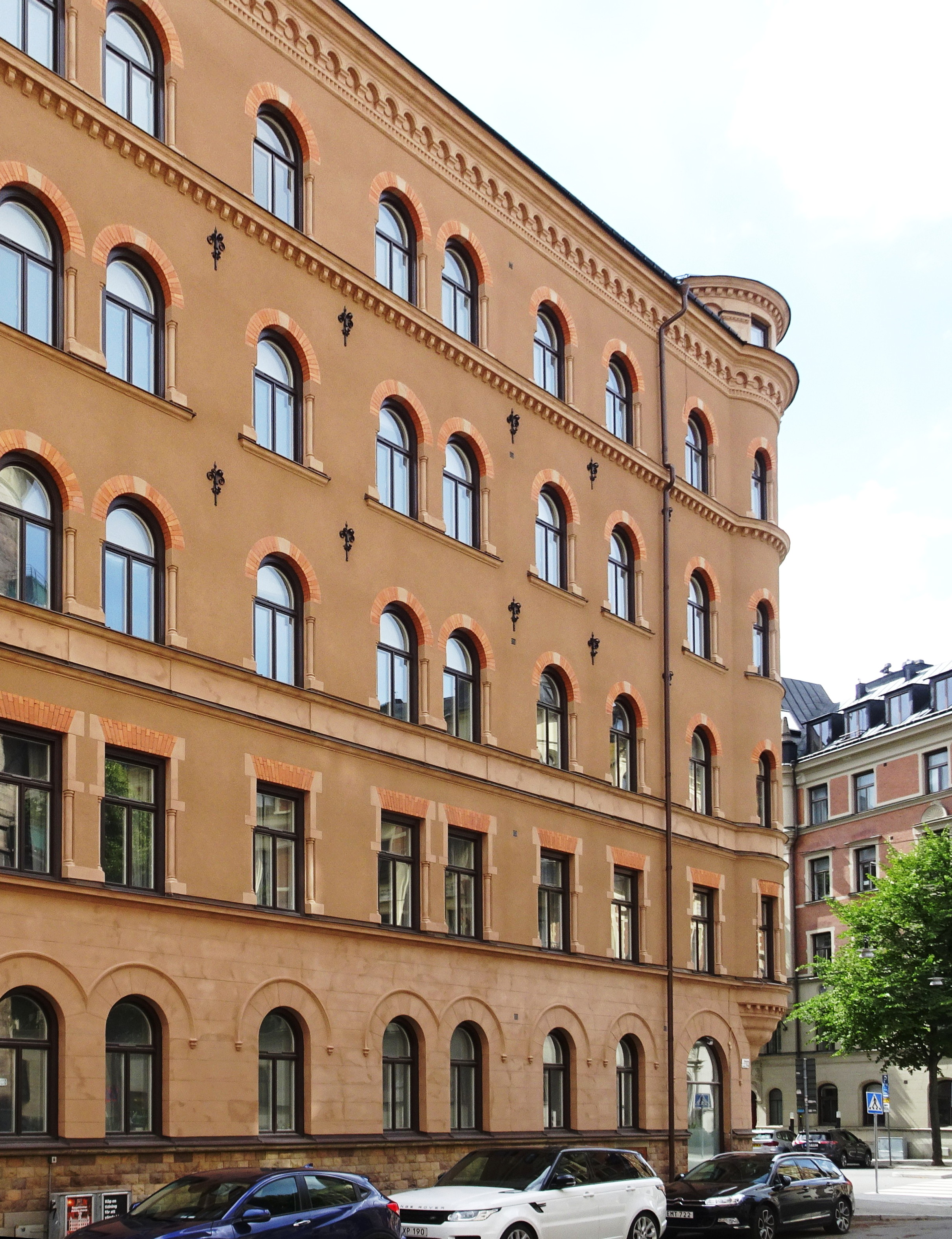
Fasad mot Riddargatan.
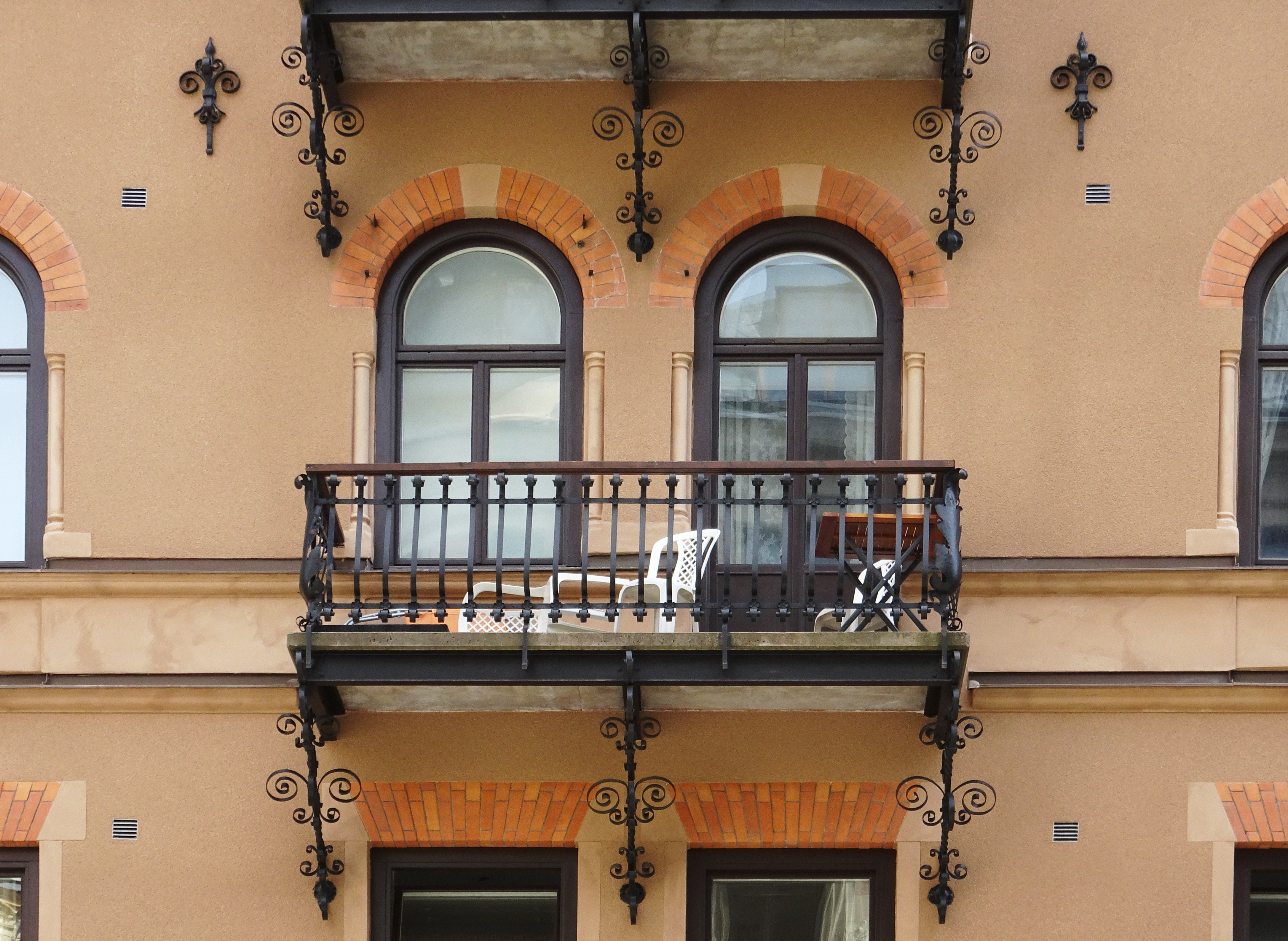
Fasaddetalj, balkong.
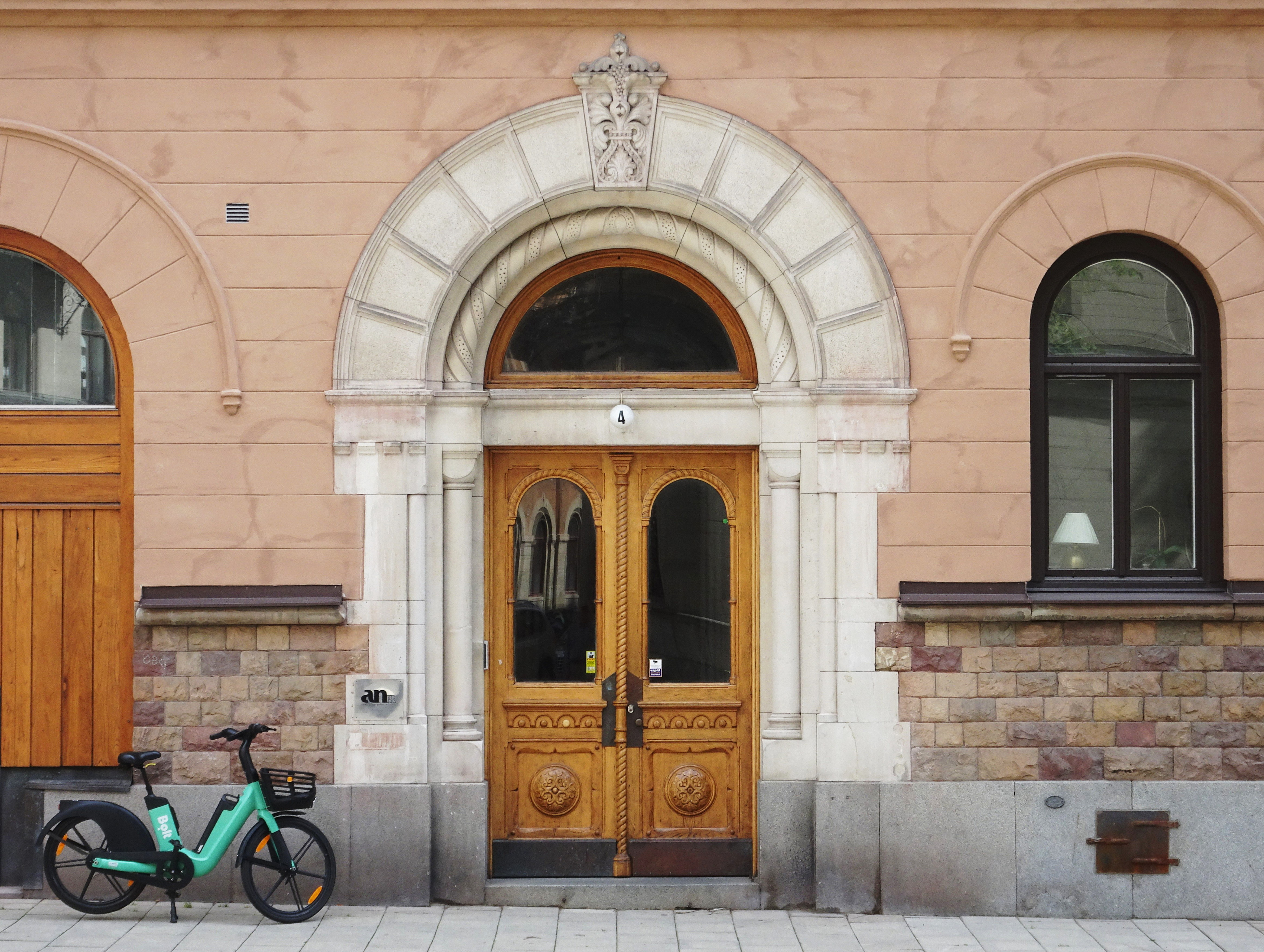
Fasaddetalj, entréportal.
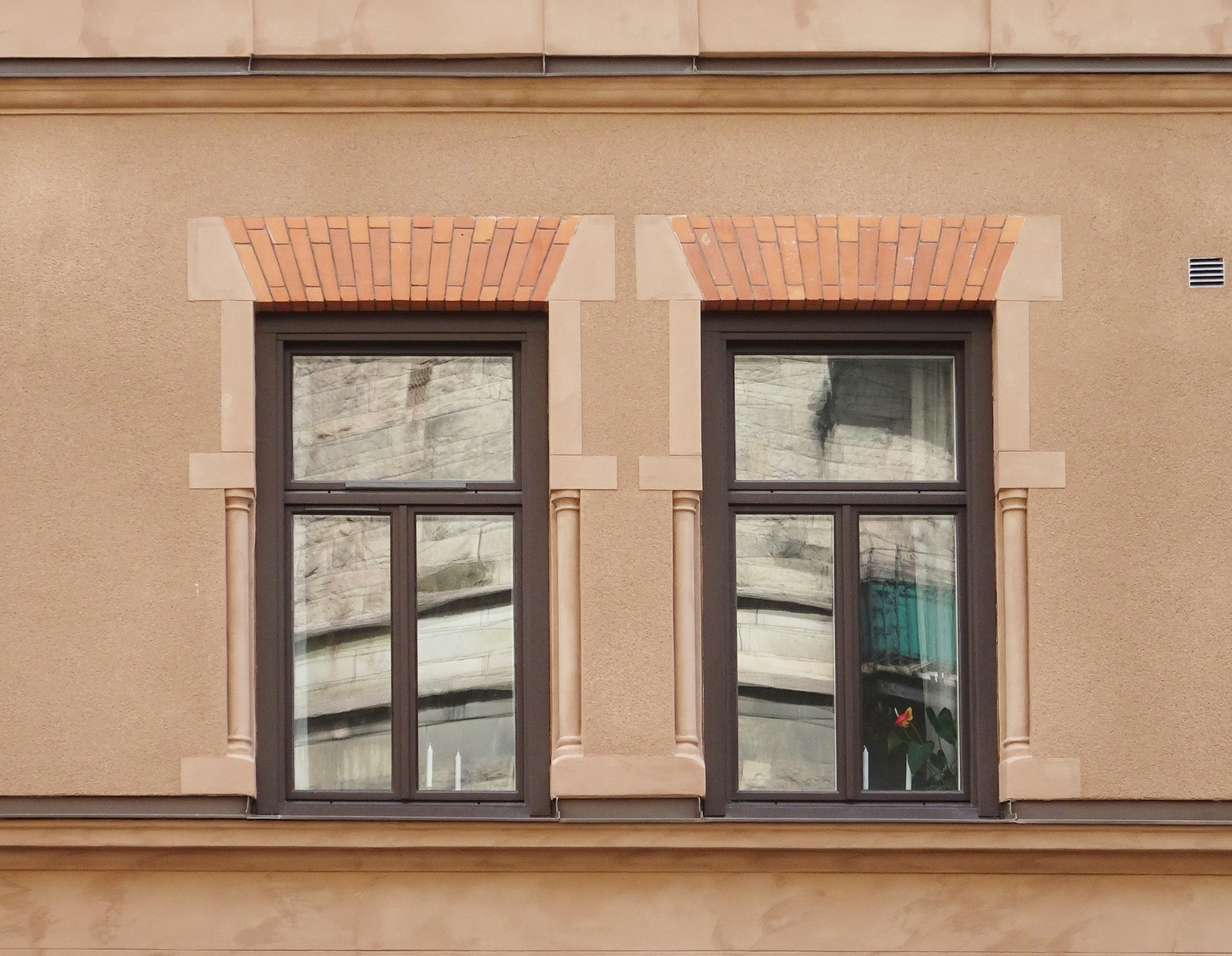
Fasaddetalj, fönster.
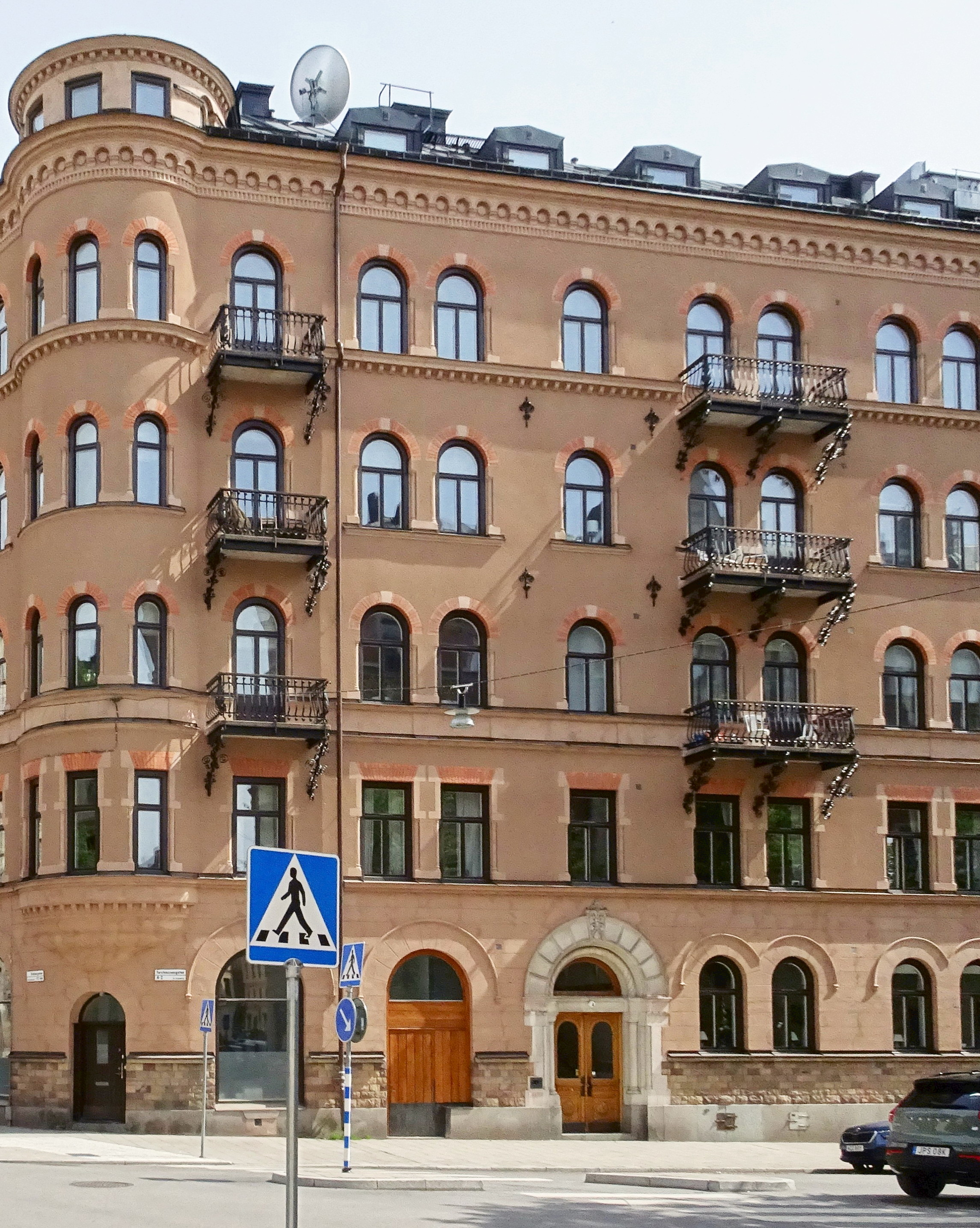
Fasad mot Torstenssonsgatan.